# Мовна депривація
Мо́вна деприва́ція — форма депривації, пов'язана з відсутністю мовних подразників, необхідних людині для опанування мовою. Дослідження показали, що ранній вплив першої мови є провісником майбутніх мовних наслідків. Досліди із залученням мовної депривації дуже рідкісні через етичні суперечки, пов'язані з нею. Роджер Шаттак, американський письменник, назвав дослідження мовної депривації «забороненим експериментом», оскільки воно вимагало депривації нормальної людини. Аналогічно, проводилися експерименти із залученням депривації тварин від соціальних подразників для вивчення психозу. Хоча офіційних експериментів із мовної депривації проведено не було, було кілька випадків з мовною депривацією. Комбіноване дослідження цих випадків сприяло дослідженню гіпотези критичного періоду в опануванні мови.

## Випадки мовної депривації

### Джині
Найкраще задокументований випадок дітей із мовною депривацією був випадок із Джині. Джині виявили у 1971 році в родинному будинку, де її визнали сильно ненормальною. Агентство соціальної опіки (англ. social welfare agency) взяло її під варту і направило Джині до лікарні. До виявлення, Джині жила прив'язана до стільця. У тринадцятирічної Джині було недоїдання, нечутливість до тактильного подразнення, і вона мовчала навіть коли її кликали; проте вона мала належні соціальні навички й вона могла підтримувати зоровий контакт з доглядачами, створюючи враження, що вона розуміє інструкцію. Після виписування з лікарні, її влаштували у прийомну сім'ю, де вона пройшла «неофіційну» підготовку.
Перші мовні тести було проведено через три роки після її виявлення. Їй призначалися різноманітні мовні тестові заходи для перевірки її звукових навичок, мислиннєвих навичок та граматичних навичок. Вона вміла розрізняти початкові та кінцеві приголосні звуки. Проте, їй не вистачало контролю висоти тону та гучності, її мова була описана як пронизлива та охрипла зі звуковими спотвореннями, збігами приголосних, нейтральними голосними, опущеними кінцевими приголосними та редукованими приголосними. Вона вміла осмислювати вказівки, але залежала від пантоміми та жестів. Джині була здатна відрізнити твердження від негативних (англ. negative adjectives), порівняльних прикметників (англ. comparative adjectives) та слів, що позначають колір. Після чотирьох років мовної стимуляції, її мовні здібності були подібні до таких нормального дворічного немовляти. Їй погано давалися складні речення, перемінне вживання займенників «ти» та «я», і була відсутня питальна форма структури речення. Подальші дослідження були проведені з акцентом на фізіологічний стан Джині. Вона була правша, але неврологічні тести показали, що вона обробляла свою мову в правій півкулі. Нормальні правші обробляють мову в лівій півкулі. Вона відзначилася в завданнях, які оброблялися правою півкулею, таких як розпізнавання облич, цілісне пригадування споріднених об'єктів та сприйняття чисел. Мовні навички Джині вважалися поганими, і це було пов'язано з уявленням про те, що вона почала вивчати мову, коли їй було 13 ½.

### Каспар Гаузер
Ймовірний випадок мовної депривації був у Каспара Гаузера, якого, як кажуть, утримували в підземеллі в Німеччині до 17 років і він стверджував, що контактував із чоловіком в капюшоні лише задовго до звільнення. Джерела заявляли, що він трішки володів мовою; інші джерела стверджують, що після він вимовив перекручене речення. Він зміг достатньо опанувати мову, щоб спробувати написати автобіографію та також стати помічником нотаріуса (англ. legal clerk). Однак через п'ять років після виявлення він помер від колотого поранення.

### Анна
Анна народилася 6 березня 1932 року і була позашлюбною дитиною. Вона була ізольована її матір'ю через це. Анну утримували прив'язаною до крісла і годували тільки молоком. Після виявлення 6 лютого 1938 року її відправили в притулок. Подальше обстеження Анни визначило, що вона була в дуже поганому фізіологічному стані, але її почуття було інтактним. Під час перебування в притулку вона набрала деякої маси тіла і почала нарощувати м'язи свого тіла. Вона прожила в притулку дев'ять місяців, поки її не влаштували у прийомну сім'ю. Після переходу, вона була ще дуже несоціальна, тому що в притулку, в якому перебувало понад 300 мешканців та одна медсестра, не було заздалегідь визначеного доглядача; часто нею опікувалися мешканці. Вихователь у прийомному будинку використовував той самий метод, щоб поговорити з Анною, яким мати розмовляла б із немовлям. Під час її перебування в прийомному будинку її розумовий розвиток досяг рівня однорічної дитини. Через рік перебування у прийомному будинку, її відправили до школи для неповноцінних дітей. Хоча вона тоді не могла говорити, вона розуміла вказівки.

### Ізабель
Ще одним прикладом дитини, депривованої в молодому віці, є Ізабель. Замкнута в кімнаті з глухонімою матір'ю, вона провела 6½ років у тиші без жодного мовного стимулювання. Після виявлення її відправили до лікарні, де спостерігали за її апатичною поведінкою. В загальній палаті вона почала наслідувати інших дітей, щоб привернути увагу. Вона також почала вчитися мови. Після вісімнадцяти місяців навчання її словниковий запас оцінювався у 1500—2500 слів; вона також змогла створювати складні структури речень. Під час навчання вона почала використовувати правильну словозмінну морфологію, займенники та прийменники.

## Здичавілі діти
Здичавілі діти — це діти, що живуть у дикій природі з припущенням та яких виховували тварини. Стверджується, що такі діти позбавлені людської прив'язаності й занадто сильно обумовлені поведінкою тварин, так що розвиток людини постійно гальмується, і тваринні навички ніколи не втрачаються протягом життя. Відомо декілька випадків, коли здичавілі діти перевивчали мову, найвідоміший із цих дітей — Віктор. Віктора знайшли у віці 13 років і передали доктору Жану Марку Гаспару Ітару, який «експериментував» над дитиною. Віктор також був відомий як «дикий хлопчик з Аверона». Він характеризувався нечутливістю до температури, нецивілізованістю і рачкуванням. Доктор Жан Марк Гаспар Ітар проводив навчання протягом 5 років, за цей час Віктор зміг відновити деяке мовлення.

## Дослідження
Гіпотеза «критичного періоду навчання» говорить про те, що людина повинна піддаватися впливу мови у певному віці, щоб опанувати мову. Кажуть, що це пов'язано з періодом підвищеної нейропластичності. Вважається також, що він закінчується в період статевого дозрівання.